# Maximilien (opera)

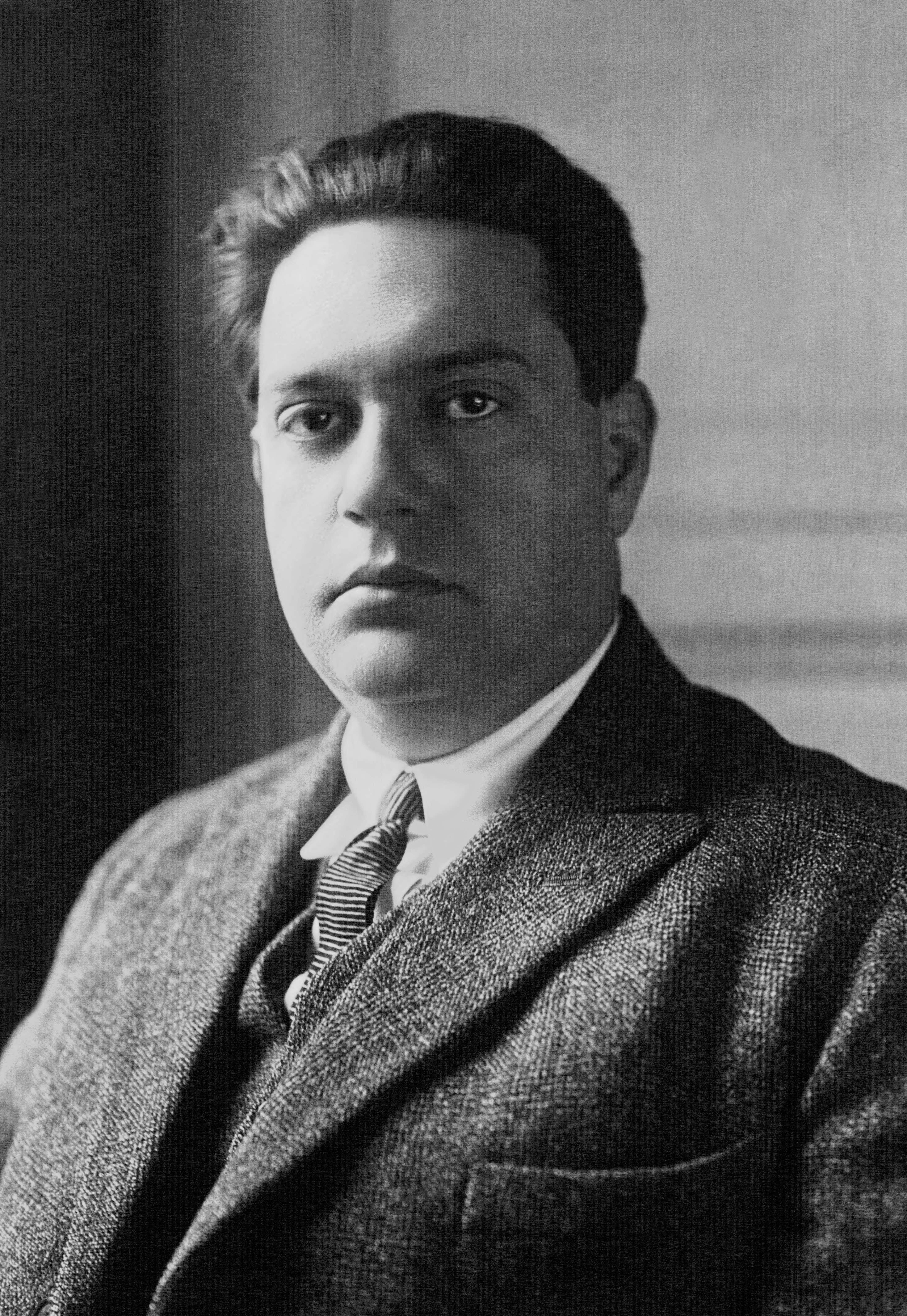
Darius Milhaud

Maximilien är en opera i tre akter och nio tablåer med musik av Darius Milhaud och libretto av R.S. Hoffman efter Franz Werfels pjäs Juarez und Maximilian (1925) i översättning av Armand Lunel. Operan komponerades mellan 15 juni och 14 oktober 1930 och orkestrerades mellan 18 november samma år till 28 januari 1931. Premiären ägde rum på Parisoperan 5 januari 1932 under ledning av François Ruhlmann.

## Handling
I "Tre akter och nio scener frammanar operan det olyckliga ödet för Maximilian av Österrike, som blev kejsare av Mexiko 1864. Handlingen är föremål för många tolkningar; den är långt ifrån de regler som antagits av den klassiska tragedin. Den sista tablån utspelar sig på katedraltorget i Querétaro 1867 efter avrättningen av Maximilian, när Benito Juárez gör sitt triumftåg in i staden, medan den mexikanska nationalsången spelas."

## Mottagande
Antoine Goléa försvarar detta "andra operaverk av Milhaud", efter Christope Colomb, som "massakrerades 1932 i Paris av kritikerna, och som var tvungna att vänta fyrtio år på ett offentligt iscensättande på radio under ledning av Manuel Rosenthal. Det är i sanning ett mästerverk, hårt, våldsamt, mycket dramatiskt, med mörka reflektioner av barocktragedi."